# 杰夫·哈斯顿
杰弗里·安吉尔·哈斯顿（英語：Geoffrey Angier Huston，1957年11月8日—），美国NBA联盟前职业篮球运动员。他在1979年的NBA选秀中第3轮第50顺位被纽约尼克斯选中。